# Federalist-Artikel Nr. 10

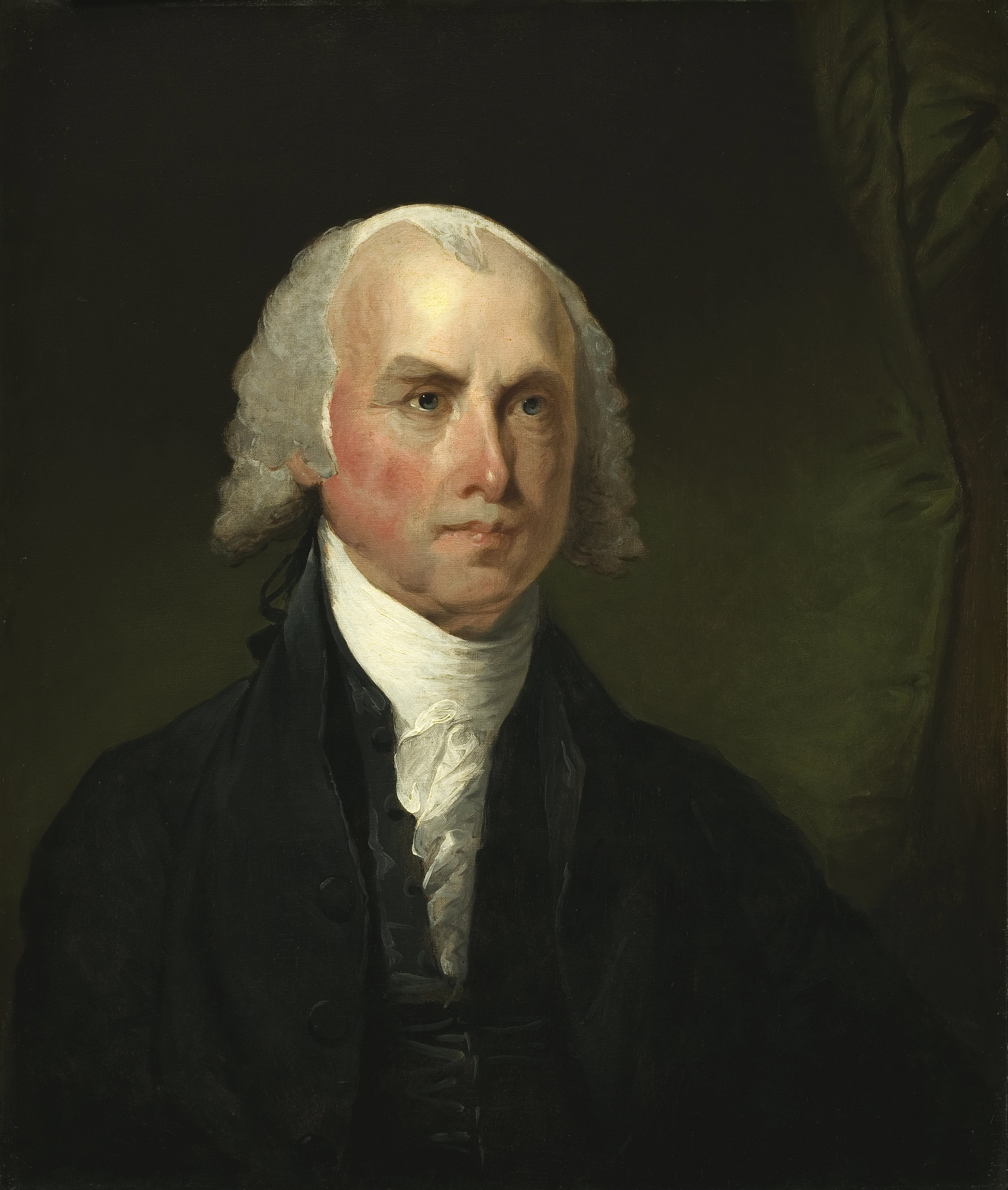
James Madison, Porträt von Gilbert Stuart, ca. 1821

Der Federalist-Artikel Nr. 10 ist der erste von James Madison, einem der Gründerväter der Vereinigten Staaten, verfasste Essay in einer Reihe von 85 Aufsätzen, die 1787/88 in den Zeitungen Independent Journal, New York Packet und Daily Advertiser erschienen und unter dem Namen Federalist Papers gesammelt veröffentlicht wurden.
Artikel Nr. 10 erschien am 22. November 1787 als Fortsetzung des Federalist-Artikel Nr. 9 unter dem Titel Fortsetzung des Themas: Der Nutzen der Union als Schutz vor Faktionen und Aufständen im Inneren (The Same Subject Continued: The Union as a Safeguard Against Domestic Faction and Insurrection) im New York Packet unter dem Pseudonym „Publius“. Er gilt heute als der bedeutsamste der 85 Federalist-Artikel.

## Geschichtlicher Hintergrund
Die 1777 verabschiedeten Konföderationsartikel (Articles of Confederation) der Vereinigten Staaten hatten sich schon wenige Jahre nach ihrer Ratifizierung 1781 als unzureichend erwiesen, um eine effiziente Regierung des Staatenbunds zu gewährleisten. 1787 war die Philadelphia Convention einberufen worden, um die Artikel zu überarbeiten, hatte im Ergebnis aber eine neue Verfassung entworfen. Im September 1787 wurde der Entwurf zur Ratifizierung an Verfassungskonvente in den einzelnen Staaten geleitet. Ab September 1787 agitierten die Gegner der Föderation („Anti-Federalists“) in den Anti-Federalist Papers gegen die Ratifizierung des Verfassungsentwurfs. Diesen entgegneten auf Seiten der Föderalisten die Federalist-Aufsätze von Alexander Hamilton, James Madison und John Jay.

## Inhalt
Im Federalist-Artikel Nr. 10 vertritt Madison die Ansicht, dass eine repräsentative Demokratie besser als eine direkte Demokratie geeignet sei, eine Faktionen- oder Parteienbildung zu kontrollieren und ihren Gefahren zu begegnen. Staaten mit großer Fläche und Bevölkerungszahl seien dabei kleineren Staaten überlegen, während die bundesstaatliche Ordnung der Union gewährleiste, dass auch lokale Interessen berücksichtigt werden.

### Faktionenbildung begründet in der Natur und Freiheit des Menschen
Konflikte rivalisierender Interessengruppen (Faktionen) destabilisieren nach Madison die Regierung und missachteten das Gemeinwohl. Er definiert eine Faktion so:

„Unter einer Faktion verstehe ich eine Gruppe von Bürgern, – das kann eine Mehrheit oder eine Minderheit der Gesamtheit sein, – die durch den gemeinsamen Impuls einer Leidenschaft oder eines Interesses vereint und zum Handeln motiviert ist, welcher im Widerspruch zu den Rechten anderer Bürger oder dem permanenten und gemeinsamen Interesse der Gemeinschaft steht.“

Die menschliche Vernunft sei fehlbar, der Mensch jedoch frei, sich ihrer zu bedienen. Daher werden sich immer unterschiedliche Meinungen herausbilden, welche aufgrund der menschlichen Selbstliebe mit den Leidenschaften verknüpft seien und daher mit Nachdruck vertreten würden. Menschen besäßen verschiedene und ungleiche Fähigkeiten, was sie in ihren Unternehmungen unterschiedlich erfolgreich mache, beispielsweise beim Erwerb von Eigentum. Aus den unterschiedlichen Interessen und Ansichten, zum Beispiel von Schuldnern und Gläubigern in Bezug auf den Schutz des Eigentums als staatliche Aufgabe, ergebe sich eine Teilung der Gesellschaft in Interessengruppen und Parteiungen. Die ungleiche Verteilung des Eigentums, die Menschen in unterschiedliche Klassen scheide, sei eine der häufigsten und dauerhaftesten Ursachen für die Faktionenbildung.
Die Reglementierung der unterschiedlichen und sich gegenseitig überlagernden Interessen sei die Hauptaufgabe der modernen Gesetzgebung und berücksichtige den Parteien- und Faktionengeist selbst in den notwendigen und alltäglichen Handlungen der Regierung. Der Faktionenbildung könne begegnet werden einerseits durch Einschränkung der Freiheit, andererseits indem eine Meinungs- und Interessengleichheit der Bürger herbeigeführt werde. Die erste Option sei unrealistisch, da Freiheit für das politische Leben unentbehrlich sei:

„Freiheit ist für Faktionen, was Luft für das Feuer ist, ein Lebenselixier, ohne die sie sofort ersticken.“

Die zweite Möglichkeit, Meinungs- und Interessengleichheit herzustellen, sei aufgrund der menschlichen Natur nicht durchführbar. Madison folgert, dass der mögliche Schaden durch eine Faktionenbildung nur durch die Kontrolle ihrer Auswirkungen begrenzt werden könne.

### Kontrolle des Faktionenproblems durch Repräsentation und große Wählerzahl
Madison beschreibt als Ziel seiner Analyse, einerseits das Gemeinwohl und die Bürgerrechte gegen die Faktionenbildung abzusichern, und dabei den Geist und die Form der Demokratie zu wahren. Moralische oder religiöse Beweggründe gewährleisteten dabei keine ausreichende Kontrolle.
Naturgemäß treffe das Faktionenproblem auf solche Gruppen zu, die in der Mehrheit seien. Eine Faktion, die in der Minderheit sei, werde ihre Ziele in der Wahl nicht durchsetzen können. Im Fall einer Mehrheitsfaktion mache die demokratische Regierungsform es möglich, dass den vorherrschenden Leidenschaften oder Interessen sowohl das Gemeinwohl als auch die Rechte der anderen Bürger zum Opfer fallen könnten. Dem könne begegnet werden, indem man entweder verhindere, dass die gleichen Leidenschaften oder Interessen zur gleichen Zeit in einer Mehrheit herrschten, oder indem man eine Mehrheitsfaktion durch eine große Zahl und weiträumige Verteilung ihrer Vertreter unfähig mache, Unterdrückung auszuüben.
In einer flächen- und bevölkerungsmäßig kleinen Demokratie fänden sich rasch Mehrheiten auch für an sich unerwünschte Ziele, die mittels der demokratischen Regierung leicht durchgesetzt werden könnten. Nichts halte diese davon ab, die schwächere Partei oder einzelne unbequeme Bürger zu unterdrücken. In einer direkten Demokratie (democracy) stimme jeder Bürger direkt über Gesetze ab, in einer repräsentativen Demokratie (republic) wählten die Bürger dagegen eine kleine Gruppe von Repräsentanten, die mit der Regierung beauftragt werden. Dies sei dem Gemeinwohl förderlicher, da Repräsentanten unabhängiger entscheiden könnten als von eigenen Interessen geleitete einzelne Bürger. Dabei müsse, egal wie klein die (repräsentativ-demokratisch regierte) Republik sei, eine gewisse Mindestzahl an Abgeordneten vorhanden sein, um Klüngelei zu verhindern. Gleichfalls müsse in einer großen Republik die Zahl der Abgeordneten beschränkt werden, um in der Menge noch den Überblick zu behalten.
Wenn die Regierung in den Händen von Abgeordneten liegt, erlaube dies die Ausdehnung der Regierung auf große Flächen und hohe Bevölkerungszahlen. Dies wiederum erlaube es, bei der Auswahl der Delegierten „geeignete Charaktere“ zu finden. Eine ausgedehnte Staatsfläche erschwere aufgrund der weiten Entfernungen die Manipulation („vicious art“) durch Wahlpropaganda. Ebenso müsse ein korrupter Abgeordneter eine viel größere Wählerzahl bestechen als dies in einer kleinen Bevölkerung nötig sei. Schließlich erlaube die repräsentative Demokratie auch, den Einfluss von Faktionen regional zu begrenzen.

### Vorteil einer föderalen Organisation der Republik
Im Federalist-Artikel Nr. 10 stellt Madison heraus, dass die föderale Organisation der Union eine Balance herstellt zwischen der erwünschten Diversität innerhalb einer großen Bevölkerung und der Notwendigkeit, lokale Umstände und kleinere Interessen angemessen zu berücksichtigen. Behörden der Bundesstaaten und nachgeordnete Behörden vor Ort könnten lokalen Erfordernissen gerecht werden.

## Gegenposition der Anti-Federalists

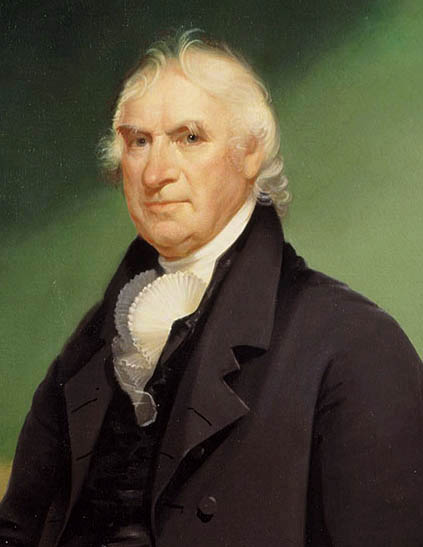
George Clinton, wahrscheinlich der Anti-Federalist „Cato“.

Die Autoren der Anti-Federalist Papers widersprachen der Vorstellung, dass eine so ausgedehnte Republik wie in der Verfassung vorgesehen, mit solch ausgeprägten Gegensätzen, Bestand haben könne. Der spätere Vizepräsident George Clinton schrieb unter dem Pseudonym „Cato“:

„Whoever seriously considers the immense extent of territory comprehended within the limits of the United States, with the variety of its climates, productions, and commerce, the difference of extent, and number of inhabitants in all; the dissimilitude of interest, morals, and policies, in almost every one, will receive it as an intuitive truth, that a consolidated republican form of government therein, can never form a perfect union, establish justice, insure domestic tranquility, promote the general welfare, and secure the blessings of liberty to you and your posterity, for to these objects it must be directed: this unkindred legislature therefore, composed of interests opposite and dissimilar in their nature, will in its exercise, emphatically be, like a house divided against itself.“

Die Anti-Federalists vertraten die grundsätzliche Meinung, dass eine Republik von der Größe eines einzelnen US-Bundesstaats Bestand haben könnte, nicht aber eine so ausgedehnte wie die Union. Gestützt wurde das Argument durch die Tatsache, dass die meisten Einzelstaaten sich auf eine bestimmte Industrie fokussiert hatten: Handel und Schifffahrt im Norden, Plantagenwirtschaft im Süden. Die Voraussage der Antifederalisten, dass die tiefen Gegensätze der wirtschaftlichen Interessen einzelner Staaten zu Auseinandersetzungen führen würden, sehen manche Historiker im Ausbruch des Sezessionskriegs bestätigt. In einem Brief an Thomas Jefferson berichtet Madison selbst, dass es wegen der unterschiedlichen wirtschaftlichen Interessen während des Entwurfs der Verfassung zu Streit gekommen sei.
Die Diskussion um die ideale Größe einer Republik beschränkte sich nicht auf die beiden Optionen der umfassenden Union oder dem Erhalt der jeweiligen Einzelstaaten. In einem Brief an Richard Price merkte Benjamin Rush an, dass einige Kongressmitglieder eine östliche, mittlere und südliche Konföderation vorgeschlagen hätten, die nach außen hin eine Angriffs- und Verteidigungsbündnis schließen sollten.
Die Anti-Federalisten stützten sich hauptsächlich auf Montesquieu, der in seinem Werk Vom Geist der Gesetze behauptet hatte, dass eine Republik nur in einem kleinen Territorium erfolgreich bestehen könne. Brutus (Robert Yates) wies darauf hin, dass sowohl das antike Griechenland als auch Rom ursprünglich Kleinstaaten waren, und dass ihre Ausdehnung mit dem Wechsel von einer freiheitlichen Regierungsform zur Tyrannis einher gegangen sei.
Madison setzt die Auseinandersetzung um die Größe einer Republik in den Federalist-Artikeln Nr. 14 und Nr. 39 fort.